# Minako Komukai
Minako Komukai (en japonés: 小向 美奈子; romanizado: Komukai Minako) (Hasuda, 27 de abril de 1985) es una actriz, AV Idol, modelo erótica, bailarina y gravure idol japonesa.

## Vida y carrera
Después de abandonar la escuela, a los 15 años, Komukai comenzó su carrera como modelo de huecograbado (gravure idol) y modelo de trajes de baño. En 2001 tuvo un papel de estrella invitada como colegiala en la comedia de Nippon Television Danjiki: Buddhist Diet Secrets. Por sus apariciones como ídolo del huecograbado y en televisión, fue seleccionada como "Fuji Television Visual Queen" en 2001. Al año siguiente protagonizó la serie de anime Whistle!, interpretando el papel del niño héroe Sho Kazamatsuri. La serie fue transmitida en 2002 en 39 episodios en la cadena de televisión Animax. En 2003 Komukai protagonizó su primera película, del género de terror titulada Chain, dirigida por Atsushi Shimizu y estrenada en cines el 19 de julio de 2003.
Komukai fue elegida como la princesa Freezia en la producción de Toei Company, de agosto de 2003, titulada Bakuryū Sentai Abaranger Deluxe: Abare Summer Is Freezing Cold!, que formaba parte de Super Sentai Series. Regresó al trabajo televisivo interpretando a una estudiante de instituto, Rion Kan, en la serie romántica sobrenatural de TV Tokyo Vampire Host, emitida entre abril y junio de 2004. Otro papel de aquel tiempo fue como la espadachina Sayuri en el drama de acción de época Ranbu: Enbu kenshi, que llegó a los cines en noviembre de 2004.
En octubre de 2011 ingresó a la industria del video para adultos (AV) como actriz exclusiva para la compañía Alice Japan con el video AV Actress Minako Komukai. Se informó que le estaban pagando 100 millones de yenes (casi 1 millón de dólares) por un contrato de cinco películas. Su primera película audiovisual fue un gran éxito comercial, vendiendo más de 200 000 copias en un campo donde 10 000 copias constituyen ya un número de sobrado éxito. A principios de 2012, con las ventas de audiovisuales en declive debido a la competencia en Internet, otros estudios para adultos también buscaban fichar a grandes nombres de otras áreas del entretenimiento, un llamado "efecto Minako Komukai". Komukai comenzó a aparecer en videos para un nuevo estudio, Moodyz, en julio de 2014. Su primer video para éste, titulado Anal Bukkake Fuck Now!, ganó el premio Grand Prix y el premio al primer lugar de la clase de peso súper pesado en la competencia AV Open 2014 en noviembre de 2014.
En septiembre de 2008, el agente de Komukai anunció que se cancelaba su contrato exclusivo porque su mala salud, inestabilidad mental y ausencias durante los últimos años les había impedido continuar con su apoyo. En noviembre de ese mismo año, Komukai conmovió el mundo del huecograbado con sus acusaciones de que la industria estaba llena de tipos sórdidos que intentan solicitar trabajo de prostitución a las modelos, aunque ella misma negó cualquier participación en tales actividades. En enero de 2009, fue arrestada por cargos de drogas. Fue declarada culpable en el Tribunal de Distrito de Tokio en febrero de 2009 por violaciones de la ley de drogas por usar metanfetaminas y fue sentenciada a 18 meses de prisión con suspensión de tres años. En el juicio, Komukai dijo que había estado consumiendo drogas desde mediados de 2007 bajo la coacción del hombre con el que había estado saliendo. Komukai publicó una autobiografía reveladora en noviembre de 2009 titulada I'm Really Sorry (Ippai, gomen ne), en la que hablaba sobre su abandono de la escuela, su descubrir sexual, sus inicios en la industria y sus problemas con las drogas.
Komukai protagonizó la película de Toei de 2010 Flower and Snake 3 dirigida por Yusuke Narita. Esta fue una secuela de la película Flower and Snake de 2004 y de temática sadomasoquista, que era en sí misma una nueva versión de la versión clásica de 1974. En 2010, Komukai comenzó una carrera como estríper.
Cuando la policía de Tokio disolvió a un grupo de narcotraficantes japoneses e iraníes en octubre de 2010, encontraron el nombre de Komukai en la lista como cliente y, en febrero de 2011, emitieron una orden de arresto contra ella. Komukai ya había salido de Japón y estaba en Manila (Filipinas). En una entrevista el 14 de febrero en Manila, negó las acusaciones de drogas, dijo que "no tenía miedo de ser arrestada" y que pronto regresaría a Japón. Komukai fue arrestada por segunda vez por cargos de drogas por presunta posesión de metanfetaminas en el Aeropuerto Internacional de Narita cuando regresó de Manila el 25 de febrero de 2011. En marzo de 2011, Komukai, quien negó estar un cliente de la banda de narcotraficantes, fue puesto en libertad por falta de pruebas.
En febrero de 2015, Komukai fue arrestada nuevamente por posesión de drogas por tercera vez. El arresto, realizado por oficiales de narcóticos en su apartamento en el área de Ebisu, en Shibuya, fue por 0,1 gramos de metanfetamina. Komukai admitió las acusaciones. Sus amigos dijeron que parecía distraída desde los premios AV Open 2014 de noviembre y que había cancelado el trabajo y se había tomado un tiempo libre.